# Jeff Zients
Jeffrey Dunston Zients (Kensington vagy Washington, 1966. november 12. –) amerikai üzletember és szövetségi tisztviselő, a Fehér Ház 31. kabinetfőnöke Joe Biden alatt. Korábban ő felelt az elnök tanácsadásáért a Covid19-pandémiával kapcsolatban, 2021 januárja és 2022 áprilisa között.
Barack Obama elnöksége során 2014 és 2017 között a Nemzeti Közgazdasági Tanács igazgatója volt, 2010-ben és 2012–2013 között a Menedzsment- és Költségvetési Irodát vezette.
Mielőtt a demokrata kormányok alatt kezdett dolgozni, olyan cégeknél voltak fontos posztjai, mint a The Advisory Board Company és a CEB. A Cranemere vezérigazgatója volt, mikor megkereste a Biden-kormány. 2018 és 2020 között tagja volt a Facebook igazgatótanácsának.